# Area di conservazione transfrontaliera Maloti-Drakensberg
L’area di conservazione transfrontaliera Maloti-Drakensberg (in inglese Maloti-Drakensberg Park) è un'area naturale protetta transfrontaliera che si estende nel territorio del Lesotho e del Sudafrica. L'area ha una superficie complessiva di 249.313 ha.
È stato dichiarato patrimonio dell'umanità dall'UNESCO nel 2013. È stato creato nel 2001 dall'unione del parco nazionale di uKhahlamba-Drakensberge (già presente nella lista UNESCO dal 2000) con il parco nazionale di Sehlabathebe.